# Eubulides van Milete
Eubulides van Milete (Oudgrieks: Εὑϐουλίδης) was een Grieks filosoof en logicus uit de 4e eeuw v.Chr., bekend als uitvinder van logische paradoxen.

## Biografie
Eubulides was een van de oudste volgelingen van Socrates en was later een vertegenwoordiger van de School van Megara. Hij was mogelijk de opvolger was van de stichter Euclides, hoewel Diogenes Laërtius geen uitsluitsel geeft over het feit of hij de directe opvolger was van Euclides, of slechts indirect. Er zijn geen geschriften van Eubulides overgedragen. Wat er over hem bekend is, is te danken aan de werken van Diogenes Laërtius (II 108), Sextus Empiricus (Adversus mathematicos, VII 13) en Athenaeus (VIII 354 C). Volgens deze bronnen hield hij zich hoofdzakelijk bezig met de studie van de problemen met betrekking tot het logische syllogisme en zou hij een spotschrift geschreven hebben over Aristoteles. Als tijdgenoot van Aristoteles was hij zijn grootste tegenstander. In de logica van de Megarische School stonden volledige proposities centraal. Bij de Aristotelische logica werd gesteund op predicaten.
Diogenes Laërtius geeft ook een kort vers weer van een anonieme komische dichter, die Eubulides beschrijft als een vermaard redenaar. De bewering dat Demosthenes een leerling van Eubulides zou zijn, wordt door Diogenes bevestigd. Demosthenes schreef ook een redevoering getiteld "Tegen Eubulides".
De bekendste leerling van Eubulides was vermoedelijk Apollonius Cronos.

## Paradoxen
Eubulides staat bekend om het formuleren van paradoxen. In totaal zijn we bekend met 7 van zijn paradoxen. De bekendste hiervan is de Leugenaarsparadox. Het doel van het opstellen van dit soort syllogismen is onduidelijk. Een mogelijk doel van deze sofismen was het aantonen dat echte kennis onmogelijk is, aangezien kennis contradictorisch zou zijn. Een andere invloedrijke hypothese stelt dat de paradoxen reacties waren van de Megarici tegen het erg hypothetische en sensualistische denken van de Stoa. De Megarische School verdedigde de zuiverheid van het directe denken.
De meeste paradoxen van Eubulides werden echter reeds eerder ontdekt en slechts door hem geherformuleerd. Zo wordt al op de meeste van de paradoxen gealludeerd bij Plato en Aristoteles. Sommige van de paradoxen worden ook toegeschreven aan de latere Diodoros Cronos, eveneens een vertegenwoordiger van de School van Megara.
- Sofisme van de verhulden (Latijn: velatus):

Herken je deze verhulde persoon? neen! Het is jouw vader! Hieruit volgt dat je je eigen vader niet herkent.
Dit sofisme is een quaternio terminorum. Ze beroept zich op een onduidelijk gebruik van het woord 'herkennen'.
- Sofisme van de gesluierden

Dit sofisme komt grotendeels overeen met het sofisme van de verhulden
- Elektra

Gelijkaardig sofisme als de twee bovenstaanden: Elektra ziet Orestes. Ze weet dat Orestes haar broer is, maar weet niet dat de man die ze ziet Orestes is. Daardoor weet (her)kent ze tegelijk wel en niet haar broer.
- Sofisme van de gehoornden (Latijn: Cornutus)

Wat je niet verloren hebt, dat heb je nog. Hoornen heb je niet verloren. Hieruit volgt: Jij hebt hoornen.
Ook hier is een quaternio terminorum aanwezig. Het sofisme baseert zich op een onduidelijk gebruik van het werkwoord 'verliezen'. In de eerste zin gaat het op het kwijt raken van iets dat we eerst hadden. In de tweede zin wordt onder verlies het niet in bezit hebben van iets begrepen.
- Leugenaarsparadox:

Wanneer een leugenaar zegt dat hij liegt, dan betekent dit dat hij zowel liegt als de waarheid spreekt. Wanneer hij bij deze uitspraak de waarheid zegt, liegt hij. Wanneer hij liegt, dan heeft hij gelogen, maar spreekt hij daardoor de waarheid.
De leugenaarsparadox is in feite een verscherpte versie van de paradox van Epimenides. Bij nadere studie blijkt ook dit echter geen echte paradox te zijn:
- - De uitspraak van een leugenaar die stelt dat hij altijd liegt is eenvoudig en duidelijk vals. Wanneer immers de leugenaar deze uitspraak doet, heeft hij reeds gelogen. De juiste slotuitspraak zou zijn dat de leugenaar niet altijd, maar slechts soms liegt.
  - dit betekent wederom dat niemand kan beweren dat hij 'altijd' liegt. Er is immers steeds minstens één uitzondering die de leugenaar naar waarheid moet maken, namelijk de uitspraak: "Ik lieg niet altijd".

Het is logisch onmogelijk dat dat het bij de bewering "men kan altijd liegen" om een ware uitspraak gaat, aangezien er, net zoals in het geval van de leugenaarsparadox een tegenspraak optreedt.
Derhalve kan een dergelijke uitspraak enkel betekenen dat de leugenaar wederom een keer gelogen heeft.
Een zin als bijvoorbeeld "Ik loog zojuist" stelt eveneens geen paradox, aangezien er hier geen uitspraak gedaan wordt die men op haar waarheidswaarde kan onderzoeken. Evenmin kan men de bewering "twee is vals" doen. Het betreft hier strikt genomen zinloze zinnen, in zoverre dat de verwijzing van de uitspraak niet door de toehoorder uit de sprekerscontext kan afgeleid worden.
- Paradox van de kale man (Grieks: Falakros).

Een man met één haartje is kaal, een man met twee haartjes is ook kaal. Waar wordt dan de grens gelegd van de hoeveelheid haartjes er moeten zijn vooraleer een man niet langer kaal is.
- Sorites

Deze paradox is de beter bekende variant van de Paradox van de kale man, ook wel paradox van de hoop genoemd.